# Architecte en chef des monuments historiques
Un architecte en chef des monuments historiques nationaux (ACMH) est, en France, un architecte spécialisé dans la restauration d'un édifice, d'un ensemble monumental ou dans la mise en valeur d'un site, classé pour sa valeur historique, archéologique, esthétique et/ou paysagère.
Il y a en France trente-quatre architectes en chef (en 2022).
Leur statut original en fait à la fois des agents de la fonction publique et des professionnels libéraux de droit privé.

## Historique
Le service français des monuments historiques voit le jour en 1830 avec la nomination d’un inspecteur général, Ludovic Vitet, auquel succède en 1834, l’écrivain et historien Prosper Mérimée ; en 1837, la Commission des monuments historiques est créée.
En 1840, la commission prend la décision de confier la direction des travaux aux premiers architectes qui s'étaient fait remarquer par l'intérêt qu'ils portaient aux édifices du Moyen Âge. Après ceux-ci sont cooptés par leurs maîtres, après avoir fait leurs preuves comme collaborateurs d’agence puis comme inspecteurs des travaux. La commission appela également de jeunes architectes que « recommandaient les études spéciales et qui se montraient passionnés pour l'histoire des monuments des siècles passés» (Du Sommerard).
Eugène-Emmanuel Viollet-le-Duc, malgré son influence, avait réclamé sans succès la création d’un enseignement de l’architecture médiévale : il ne sera créé qu’en 1887 par Anatole de Baudot, au Palais du Trocadéro à Paris, suivi en 1893 du premier concours de recrutement des architectes en chef des monuments historiques (ACMH).
Le premier concours d'architecte des Monuments fut annoncé le 28 juillet 1893, il amena l'admission, le 5 mars 1894 de Léon Benouville, Henri Nodet et Lucien Roy. Le 30 mars 1897, le ministre décide que les architectes attachés à la Commission prendront le titre de Architecte en chef des Monuments historiques, ils seront placés à la tête d'une région, ce ne sont plus les chantiers dont on leur confie la direction, ce sont les monuments eux-mêmes qu'on les charge de surveiller.
À la suite de la séparation des Églises et de l’État, intervenue en 1905, et la suppression du ministère des Cultes, le corps des architectes diocésains, chargé des travaux sur les cathédrales, est rattaché à celui des monuments historiques.
En 1907, un décret organise le corps des architectes en chef des monuments historiques : ceux-ci se voient attribuer une circonscription géographique et sont, un temps, secondés par des architectes ordinaires qui assurent l’entretien des monuments et le suivi des chantiers de travaux. À partir de 1946, le strict entretien des monuments historiques et de leurs abords, est confié aux architectes des bâtiments de France dont le corps vient d’être créé. En 1991, la mise en extinction du corps des architectes des bâtiments civils et palais nationaux conduit à affecter, au corps des architectes en chef, les bâtiments de l’État classés au titre des monuments historiques. La mention « nationaux » a été ajoutée par l’arrêté du 12 décembre 2005.
Les missions des architectes en chef se sont adaptées à l’extension progressive de la notion de patrimoine et de monument historique à de nouvelles catégories d’immeubles (patrimoine urbain, industriel, maritime, des jardins), à des édifices qui appartiennent à des époques de plus en plus récentes et emploient de nouveaux types de matériaux (constructions en fer, en ciment ou béton armé, en verre…).

## Statut et missions
Les architectes en chef des monuments historiques sont recrutés par un concours d’État. Ils ont un statut d’agent de l’État, mais à exercice libéral au sein de leur propre agence : cette disposition vise à répondre au caractère fluctuant d'une activité irrégulière (l'État n'étant pas tenu de leur passer un volume de commande), que l'activité privée permet d'équilibrer. Les architectes en chef des monuments historiques sont rémunérés sous forme de vacations (pour les missions de conseil) et d’honoraires (pour les missions de maîtrise d'œuvre) selon une grille établie en fonction de la complexité du projet et du montant des travaux.
Les architectes en chef sont chargés des missions définies par le décret numéro 2007-1405 du 28 septembre 2007 portant statut particulier du corps des architectes en chef des monuments historiques : ils apportent leur concours au ministre chargé de la Culture dans l’accomplissement de sa mission de protection, de conservation et de mise en valeur du patrimoine architectural.

### Avis, conseil et assistance
À ce titre, ils remplissent une mission d’avis, de conseil et d’assistance auprès des services du ministère de la Culture pour les immeubles classés et inscrits, et en particulier :
- Avis sur les immeubles susceptibles d’être proposés pour une protection ; à ce titre, ils participent aux commissions régionales du patrimoine et de l'architecture et, si besoin se fait sentir, à la « Commission nationale du patrimoine et de l'architecture » – CNPA - siégeant à Paris).
- Surveillance de l’état sanitaire des édifices protégés conjointement avec les architectes des bâtiments de France.
- Avis sur les propositions de travaux émises par les propriétaires d’immeubles classés, et vérification de la conformité des travaux aux projets autorisés.
- Propositions pour la programmation annuelle des travaux financés par le Ministère de la Culture au titre des monuments historiques

Ces missions d'avis, conseil et assistance se font à l'initiative expresse des DRAC (qui les sollicite aujourd'hui très exceptionnellement) ou du Ministère (là encore à titre exceptionnel).

### Maître d’œuvre
Indépendamment de leur fonction de conseiller auprès du ministre chargé de la Culture, le statut des architectes en chef des monuments historiques prévoit le recours obligatoire à leur maîtrise d’œuvre pour les travaux de restauration portant sur un édifice classé appartenant à l'État (décret du 28 septembre 2007), tant pour l’élaboration des projets ou des devis que pour la direction de l’exécution des travaux.
Cette exclusivité de la maîtrise d’œuvre, auparavant applicable à tous les édifices classés MH, ne s’applique désormais que sur les édifices appartenant à l'État. Les travaux de restauration sur les autres édifices classés MH sont désormais ouverts à la concurrence des architectes titulaires d'un DSA Architecture et Patrimoine (diplômés de l'école de Chaillot  ou autre DSA) et possédant une expérience de dix ans de restauration du bâti ancien, selon les dispositions du décret no 2009-749 du 22 juin 2009 codifiées aux articles R. 621-26 et 28 du code du patrimoine. A contrario, les interventions sur les immeubles inscrits Monuments Historiques, tout en étant assujettis à un permis de construire, sont rarement effectuées sous la maîtrise d’œuvre d’un architecte spécialisé dans la mesure où les textes ne l’imposent pas. Pourtant un grand nombre d’immeubles inscrits MH sont en attente d’être classés
Les missions de l’architecte en chef s’effectuent dans le cadre de la circonscription géographique qui lui est confiée par arrêté du ministre. Ils peuvent néanmoins se voir confier par le ministre, en missions spéciales, la responsabilité de monuments d’intérêt national dits « hors circonscription » (pour exemples : le Palais du Louvre, l’hôtel national des Invalides et l’Église du Val-de-Grâce à Paris, les cathédrales d’Amiens, de Paris, de Chartres, de Rouen, de Reims…, le château de Vincennes et le domaine national de Versailles ou de Fontainebleau, etc.).
- Jusqu'en 2004, l’alinéa 1 de l’article 20 de la loi no 85-704 du 12 juillet 1985 relative à la maîtrise d’ouvrage publique et à ses rapports avec la maîtrise d’œuvre privée (dite "loi MOP") prévoyait que celle-ci n’est pas applicable aux opérations de "restauration" des édifices protégés en vertu des dispositions de la loi du 31 décembre 1913 modifiée sur les monuments historiques[5]. Cette exclusion, qui concernait aussi bien les immeubles classés ou inscrits sur l’Inventaire supplémentaire des monuments historiques, a été abrogée par la loi no 2004-1343 du 9 décembre 2004 - art. 9 (V) JORF 10 décembre 2004. Les travaux de restauration sont désormais soumis à la loi MOP.
- Sous réserve des travaux d'entretien confiés aux Architectes des bâtiments de France, les Architectes en chef des monuments historiques sont chargés, en qualité de maîtres d’œuvre, d’établir les projets et les devis suivant le programme du maître d'ouvrage, et de diriger l’exécution des travaux sur les immeubles classés appartenant à l'État. Les conditions de rémunération des missions des Architectes en chef ont été fixées par arrêté du 1er février 2011.

## Maîtrise d’œuvre

### Les études d'évaluation et de diagnostic
L’objectif des études est de mettre en évidence, à la lumière des caractéristiques historiques et architecturales de l’édifice, et de son état sanitaire, les interventions nécessaires à sa conservation, sa consolidation et sa mise en valeur.
Comme pour tout monument historique privé ou public, le programme des études est arrêté par le propriétaire maître d'ouvrage, avec l'aval du service des monuments historiques (Conservation régionale des monuments historiques placée au sein de la Direction régionale des Affaires culturelles - DRAC). Dans le cas des monuments appartenant à l'État, le maître d'ouvrage pourra être le Ministère de la Culture (DRAC : cas des cathédrales notamment) ou un établissement public sous sa tutelle (OPPIC, CMN...), ou encore un autre ministère (Justice...).
Les études abordent généralement le monument dans sa globalité, mais elles peuvent également se limiter à une intervention circonscrite à un ouvrage (consolidation ponctuelle, restauration d’une couverture ou d’un vitrail…).
En général, elles comportent d’abord les approches suivantes : relevé (mesures sur le site et mise au net par un ensemble de plans, coupes et façades, dessin en perspective de l’édifice), description et analyses historiques et archéologiques de l’architecture, examen de l’état sanitaire (analyse des désordres et de la pathologie du monument, diagnostic). Suivant la complexité des études, l’architecte en chef peut être amené à s’adjoindre des compétences techniques extérieures qu’il doit savoir interpréter et coordonner : historien d’art (études historiques, recherche d'archives...), archéologue (sondages, analyses), bureau(x) d’études, laboratoires spécialisés (pathologies des matériaux : pierre, bois, métal, vitrail, enduits, peintures murales, etc.) assistés du « Laboratoire de recherche des monuments historiques » de Champs-sur-Marne (LRMH) dépendant du ministère de la Culture.
Après les analyses nécessaires, les solutions proposées doivent prendre en compte de multiples facteurs, relevant tout autant des recherches techniques de mise en œuvre et de confortation (traditionnelles ou contemporaines) que des choix de restauration dont doctrine et déontologie sont inscrites dans la « Charte de Venise ». En découlent les principes d’intervention, le programme détaillé des travaux, l’estimation des dépenses nécessaires et le découpage ou phasage par tranches fonctionnelles et financièrement acceptables.
L’étude achevée est ensuite soumise à l’avis du service des monuments historiques : Conservation Régionale chargée du Contrôle Scientifique et Technique, Inspection générale (associant un autre architecte en chef ayant statut d'inspecteur et un conservateur inspecteur) qui peut proposer au ministre chargé de la Culture, par l’intermédiaire de la direction régionale des Affaires culturelles, l’approbation du projet éventuellement amendé ou complété. Dans le cas où ce dernier soulève des questions plus délicates du point de vue technique et déontologique, ou lorsque le montant des travaux dépasse un certain seuil, le projet est soumis à l’avis de la Commission supérieure des monuments historiques (1re section, 2e sous-section).
Après leur approbation, les études débouchent sur la programmation pluriannuelle des travaux.

### La mission de maîtrise d'œuvre
Sur missionnement par le maître d'ouvrage, et sur la base du programme arrêté par celui-ci, l’architecte en chef réalise les phases d'études de projet telles que décrites par le code du patrimoine (avant-projet sommaire, avant-projet définitif, puis projet détaillé d’exécution qui constitue la base technique du dossier de consultation des entreprises). Suivant l’importance des travaux et les possibilités financières du maître d'ouvrage, les opérations peuvent s’articuler en une ou plusieurs tranches.

### L’exécution des travaux

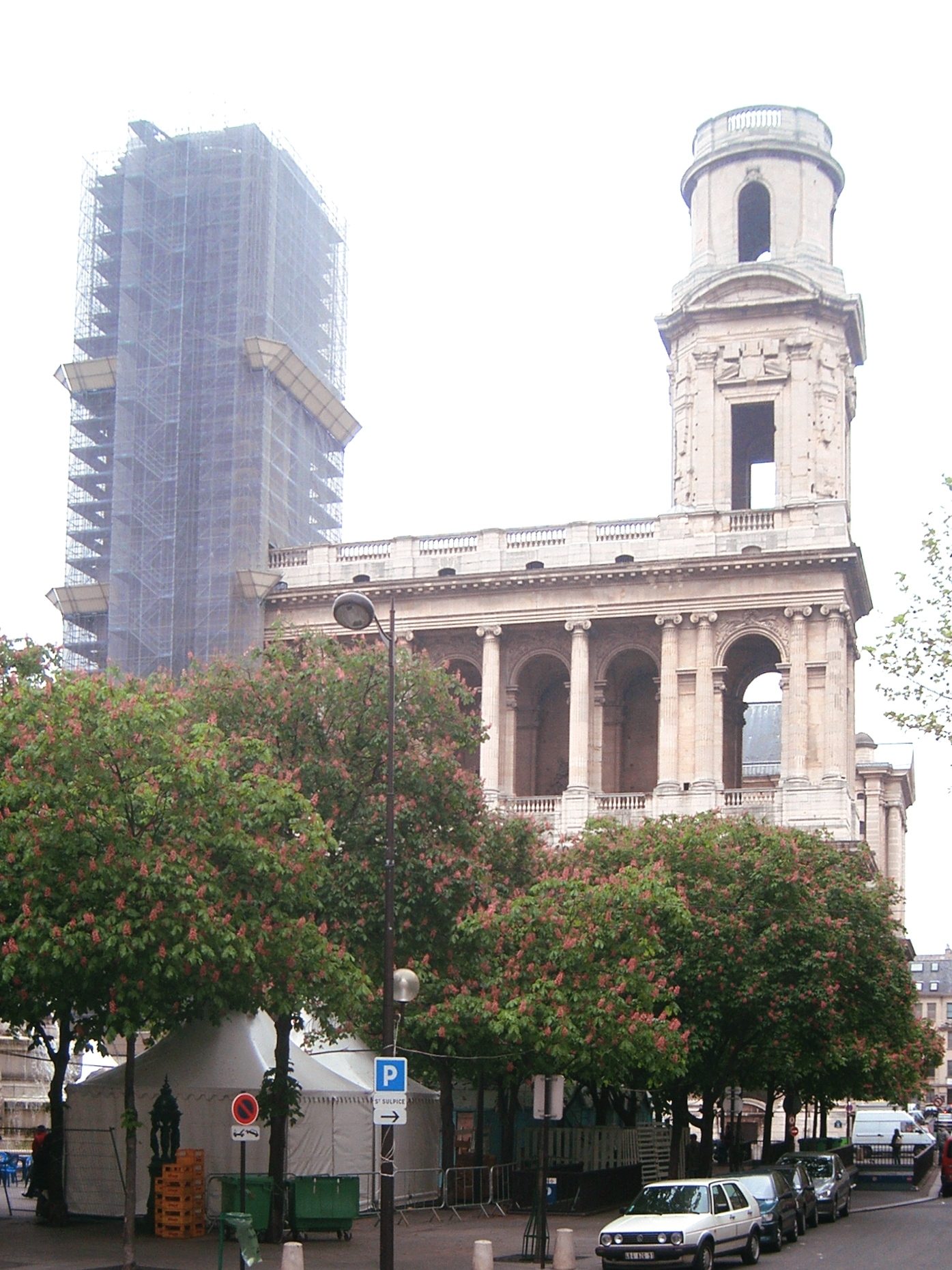
Restauration de la tour nord de l'église Saint-Sulpice à Paris par Hervé Baptiste, architecte en chef des monuments historiques (état en avril 2005).

Après désignation des entreprises par la procédure habituelle d’appel d'offres, la troisième phase est consacrée au chantier, dont l’architecte en chef assure la direction, alors qu’en parallèle les dépenses sont contrôlées par un économiste, en vue du paiement ultérieur des entreprises.
Le chantier est, par nature, l’opération la plus délicate, car elle doit assurer la meilleure adaptation possible des prévisions du projet avec la réalité du monument, dans tous ses détails. Durant les travaux, des découvertes fortuites peuvent conforter, ou au contraire infirmer plus ou moins profondément le programme prévu ; c’est alors à l’architecte en chef, s’appuyant sur les capacités des différents corps de métiers, de définir les adaptations nécessaires pour préserver dans tous les détails les caractères du monument, tout en s’appliquant à contrôler les délais d’exécution, les coûts, et à respecter le cadre réglementaire du code des marchés publics.
Enfin, à l’achèvement du chantier, l’architecte en chef remet le dossier documentaire des ouvrages exécutés (DDOE), document de synthèse dans lequel sont consignés le détail des travaux, les imprévus et découvertes survenus en cours de chantier, et les modifications que ceux-ci ont pu éventuellement induire.

### Devoirs et charges
Dans tous les cas, l’architecte en chef des monuments historiques a une obligation de service sur l’ensemble des monuments de sa circonscription. Depuis l'ouverture à la concurrence de leur monopole en ce qui concerne les édifices classés MH n'appartenant pas à l'État, cette obligation de service apparaît contradictoire. Elle était en effet la contrepartie du monopole dont ils bénéficiaient. L'intérêt de cet équilibre était de garantir l'égalité de traitement entre tous les monuments, que l'opération soit rentable ou non ; les grosses opérations équilibraient ainsi les petits chantiers non-rentables.
Responsable du monument qu’on lui confie et qu’il a pour mission de conserver et de transmettre, le maître d’œuvre doit en acquérir une vision prospective, et s’attacher à en comprendre les caractères, la logique qui a présidé à sa conception, son rapport avec son environnement, sa géométrie, l’ordonnancement de ses matériaux, son écriture architecturale, son originalité.
Une connaissance complète du territoire qui entoure le monument, des facteurs géographiques, climatiques, géologiques, historiques et culturels - qui sont à l’origine des différences et des ressemblances entre édifices - est indispensable. Une présence fréquente de l’architecte en chef dans sa circonscription, la connaissance des terroirs qui la composent, des visites renouvelées, des relations suivies avec ceux qui sur place détiennent des compétences spécifiques et de haut niveau (artisans, entreprises, institutions, universitaires, chercheurs …) y contribuent fortement.

## Formation et recrutement
Le concours est ouvert irrégulièrement en fonction des besoins de renouvellement liés aux départs. Il s'étend sur près d’une année, mais sa préparation peut durer plusieurs années. La plupart des candidats suivent les cours de l'École de Chaillot (DSA), institués par Anatole de Baudot (voir plus haut) et dispensés au Palais de Chaillot, à Paris. Les cours du DSA durent deux années, s'adressent à des architectes diplômés, et forment environ 40 élèves par an.
Les modalités du concours d'ACMH sont régies par décret et comportent trois degrés d'épreuves réparties sur un an :
- premier degré : épreuves graphiques et écrites (en 2017 : histoire de l'architecture, 6h ; analyse et projet de consolidation, 12h ; analyse et projet de restauration, 12h)
- deuxième degré : épreuves orales.
- troisième degré : projet de restauration d'un édifice attribué par tirage au sort, comprenant le relevé complet, une étude historique, un diagnostic, un descriptif du projet et son estimation financière au stade avant-projet définitif (durée : 6 mois).

### Liste des Architectes en chef des Monuments historiques admis par voie de concours
- 5 mars 1894 : Léon Benouville, Henri Nodet, Lucien Roy[6]
- 1898-1899 : Vincent (1866-1921), Émile Édouard Brunet
- 21 mai 1905 : Deneux, Paquet, Hardion, Ventre, Sallez, Senès, Tillet, Collin, Sardou et dans les limites des vacances : Moreau, Goubert, Guet, Haubold ; et sont nommés architectes en chef : Henri-Louis Deneux, Pierre Paquet et Hardion ;
- entrent en fonction le 17 novembre 1906 : André Paul Jean Ventre, Lucien Joseph Sallez, Jules Edme Emmanuel Tillet, André Jules Collin, Pierre Sardou, et le
- 12 juin 1907 : Moreau, Alphonse Michel Goubert, Gabriel Gaston Georges Guët et Bernard Haubold
- 21 juillet 1913 : MM. Balleyguier, Marcel, Mayeux et Vinson, nommés sans examen[7] issus des architectes diocésains ; au concours Eugène Joseph Ratier, Marie Henri Robert Danis, Louis Jean Hulot, Maurice Jacques Malard.
- 1920 : Jean Marie Trouvelot, Jules Formigé, Ernest Herpe, Paul Vorin (1920-1943[8]), Gauthier (1861-1926), Marcel Désiré Poutaraud, Henri Marie Raphaël Nodet, Paul Louis Genuys, Charles-Henri Besnard, Patrice Bonnet, Paul Henri Alfred Gelis, Armand Constant Guéritte.
- 1923 : Henri Émile Huignard, Charles Louis Halley, Julien Polti, Jules Kaehrling, Albert-Louis Bray
- 1925 : Eugène Marie Harot, Lucien Édouard Prieur, Louis Laurent Émile Barbier, Gabriel Ludovic Brun, Maurice Louis Lotte, Albert Léon Chauvel, Marcel André Texier, Chaine.
- 1935 : Maurice Berry, Jean-Fernand Creuzot, Roger Deperthes, Yves-Marie Froidevaux, Marcel Kopp, Jean-Pierre Paquet, Paul Pillet, André Sallez, Bernard Vitry.
- 1942 : Robert Camelot, Paul Colas, Raymond Cornon, Henri Jullien, Jean Merlet, Bertrand Monnet, Michel Ranjard.
- 1946 : André Donzet, Charles Dorian, Maurice Dufour, Georges Jouven, Pierre Lablaude, Jacques Laurent, Camille Leprévots, Michel Mastorakis, Robert Renard, Sylvin Stym-Popper, Charles Waldschmidt.
- 1948 : René Lisch, Pierre Lotte, Jean Sonnier, Robert Vassas.
- 1956 : Georges Duval, Michel Hermite, Pierre Prunet, Jean Rocard.
- 1963 : Yves Boiret, Pierre Lebouteux, André Lemort, Jean-Claude Rochette.
- 1970 : Charles Abadie, Pierre Bonnard, Jean-Pierre Jouve, Guy Nicot, Jacques Traverse.
- 1973 : Bernard Colette, Jean-Pierre Dufoix, Bernard Fonquernie, Alain Gigot, Jean-Gabriel Mortamet, Dominique Moufle, Jean-Claude Yarmola.
- 1974 : Hervé Baptiste, François Corouge, Daniel Gaymard, Michel Jantzen, Dominique Ronsseray, Jean-Louis Taupin, Bernard Voinchet.
- 1979 : Pierre Colas, Francesco Falvigny, Pierre-André Lablaude, Jean-François Lagneau, Jacques Lavedan, Benjamin Mouton, Jean-Michel Musso, Philippe Oudin, Étienne Poncelet.
- 1986 : Jacques Moulin, Arnaud de Saint-Jouan, Bruno Decaris, Jean-Jacques Sill, Alain-Charles Perrot, Michel Goutal, Alain Tillier[9].
- 1988 : Frédéric Didier, François Voinchet, Daniel Lefèvre, Dominique Larpin, François Jeanneau, Patrice Calvel[10].
- 1991 : Thierry Algrin, François Botton, Pierre-Antoine Gatier, Régis Martin, Eric Pallot, Patrick Ponsot, Stéphane Thouin.
- 1992 : Lionel Dubois, Pascal Prunet.
- 1996 : Paul Barnoud, Marie-Suzanne de Ponthaud, Stéfan Mansciulescu.
- 1997 : Pierre-Yves Caillault, Olivier Naviglio, Jean-Louis Rebière, Philippe Villeneuve.
- 2003 : Christophe Bottineau, Pierre Bortolussi, Olivier Weets[11].
- 2006 : Christophe Batard, François Chatillon, Denis Dodeman, Richard Duplat, Christophe Amiot, Michel Trubert[12].
- 2017 : Martin Bacot, Étienne Barthélémy, Pierre Dufour, Rémi Fromont, Charlotte Hubert, Antoine Madelenat, Olivier Salmon (sur concours), Maël de Quelen, Riccardo Giordano, Pierre-Jean Trabon (sur titre).